# Ruskeala

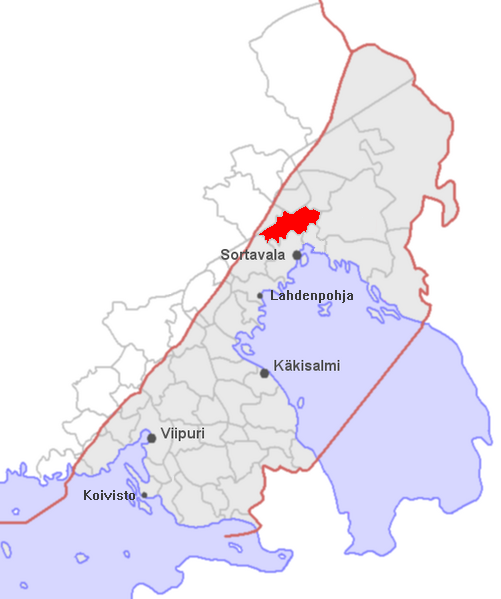
Ruskealas läge markerat med rött

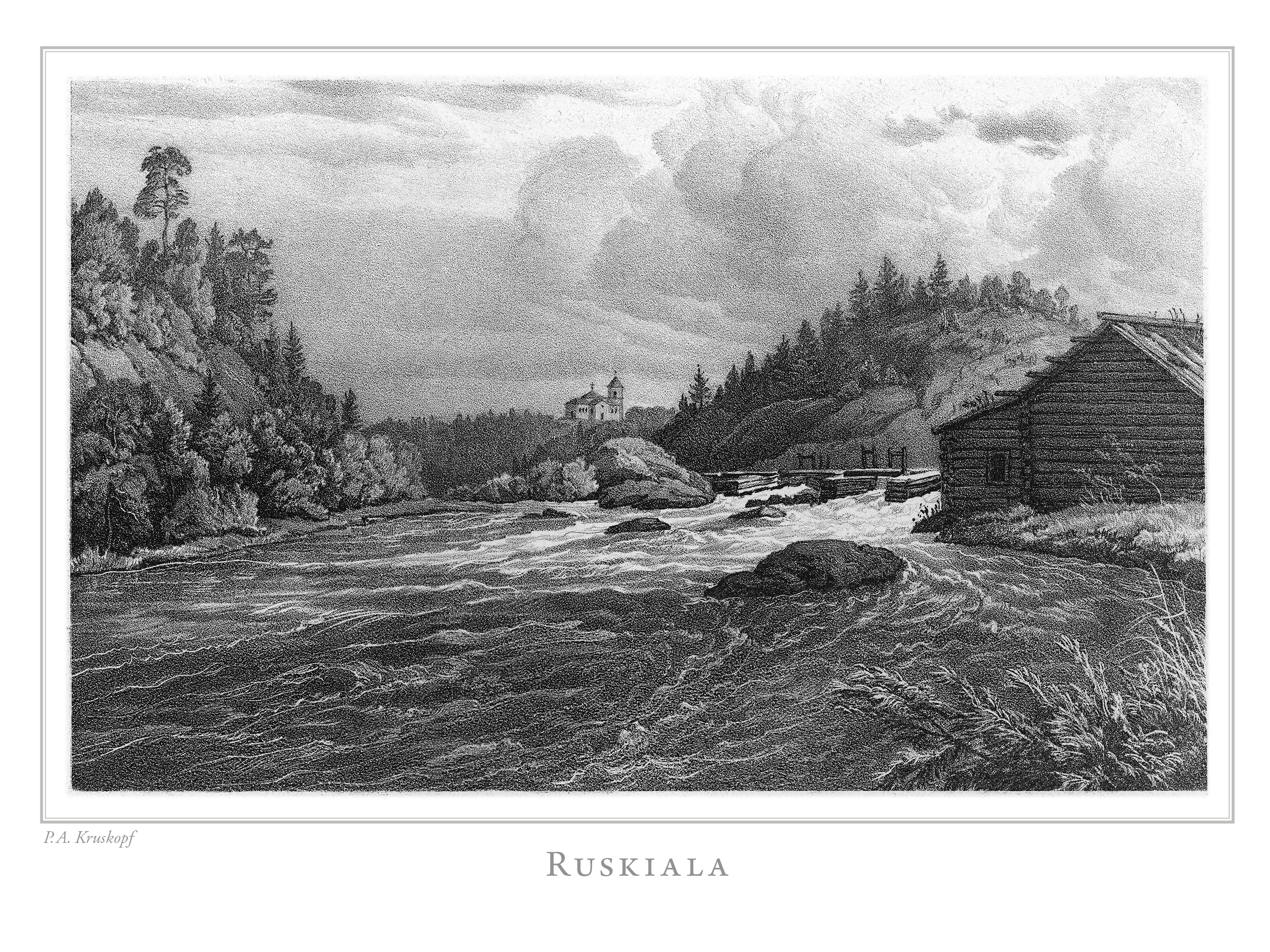
Litografi av Ruskiala i Finland framstäldt i teckningar utgiven 1845-1852.

Ruskeala (finska: Ruskeala, ryska: Ruskeala) var en tidigare kommun i Sordavala härad i Viborgs län.
Ytan var 405,8 km² och kommunen beboddes av 5 503 människor med en befolkningstäthet av 13,6 km² (31 december 1908).
Ruskeala var enspråkigt finskt och blev del av Sovjetunionen efter andra världskriget.